# Lò cao Karol
Lò cao Karol (tiếng Slovakia: Vysoká pec Karol) là một nhà máy luyện kim ở làng Vlachovo, thuộc huyện Rožňava, vùng Košice, Slovakia. Hiện nay, đây là một chi nhánh của Bảo tàng Kỹ thuật Slovakia ở vùng Košice. Nhà máy luyện kim này được công nhận là di tích văn hóa quốc gia và có tên trong Danh sách Di tích Trung ương theo quyết định của Bộ Văn hóa Cộng hòa Slovakia vào ngày 5 tháng 12 năm 1975.

## Lịch sử
Lò cao Karol được Bá tước Hungary Emanuel Andráši xây dựng vào năm 1870. Năm 1877, lò cao Karol cùng với các lò luyện kim khác ở làng Vlachovo trở thành cơ sở cho công ty Železiarne của Bá tước Emanuel Andrássy. Năm 1881, Emanuel Andráši trở thành cổ đông lớn nhất trong công ty cổ phần sắt Rimavsko-Murano-Salgotarjan (gọi tắt là RIMA). Đến năm 1891 thì E. Andráši qua đời, để lại tài sản cho con ông là Gejz Adráš thừa kế. G. Andráš ưu tiên phát triển sự nghiệp chính trị, và trở thành Bộ trưởng Bộ Nội vụ, rồi tiếp theo là Bộ trưởng Bộ Ngoại giao Hungary vào năm 1906. Công ty RIMA ngừng hoạt động vào năm 1907.

## Thông số của lò cao Karol
- Chiều cao lò: 12 mét
- Thể tích: 28 mét khối
- Nhiên liệu cung cấp nhiệt độ: Than củi
- Sản lượng năm 1884: 5.162 tấn gang